# Lucé, Eure-et-Loir
Lucé är en kommun i departementet Eure-et-Loir i regionen Centre-Val de Loire strax norr om centrala Frankrike. Kommunen ligger i kantonen Lucé som tillhör arrondissementet Chartres. År 2022 hade Lucé 15 658 invånare.

## Befolkningsutveckling
Antalet invånare i kommunen Lucé
Referens:INSEE